# 寺村镇
寺村镇，是中华人民共和国广西壮族自治区来宾市象州县下辖的一个乡镇级行政单位。

## 行政区划
寺村镇下辖以下地区：
寺村社区、齐心村、王院村、中团村、岩口村、士篢村、崇山村、林塘村、白崖村、谭村、上山村、横桥村、花池村、秀和村和大井村。